# Systém fotbalových soutěží v Německu
Systém fotbalových soutěží v Německu je rozdělen od první úrovně do regionálních lig.

## Systém
| Úroveň | Jméno                           | Počet týmů | Dělení |
| ------ | ------------------------------- | ---------- | --- |
| 1.     | Německá fotbalová Bundesliga    | 18         | Celé Německo |
| 2.     | 2. Německá fotbalová Bundesliga | 18         | Celé Německo |
| 3.     | 3. německá fotbalová liga       | 20         | Celé Německo |
| 4.     | Regionalliga                    | 18         | Dělí se na bavorskou, severní, severovýchodní (bývalá NDR), jihozápadní a západní část. |
| 5.     | Oberliga                        | –          | Baden-Württemberg, Bayern (sk. Sever a Jih), Bremen, Hamburg, Hessen, Mittelrhein, Niederrhein, Niedersachsen, Nordost (sk. Sever a Jih), Rheinland-Pfalz/Saar, Schleswig-Holstein, Westfalen |
| 6.     | Landesliga/Verbandsliga         | –          | |
| 7.–    | Regionální ligy                 | –          | Ligy podle regionů |